# Fretting
Le terme de fretting, ou l'usure de contact, a été inventé pour décrire les phénomènes physiques particuliers d'usure, déformation, oxydation, corrosion, fissuration, adhésion ou autres modifications physicochimique, électrochimiques et structurale de la matière quand deux surfaces en contact (de même nature ou non) sont soumises à des mouvements oscillatoires d'amplitude inférieure à la taille du contact. Cette sollicitation est généralement induite par des vibrations ou des déformations relatives de pièces qui imposent des déplacements relatifs de très faible amplitude entre les faces en contact d'éléments assemblés (frettés, boulonnés, rivetés,...). Il existe trois conditions de glissement engendrant des endommagements différents, :
- pour les faibles amplitudes de débattement, seule une partie du contact est glissante alors que le reste est collé. Ce régime est appelé glissement partiel et l’endommagement prédominant est l'apparition de fissures.
- pour les amplitudes les plus importantes, tout le contact est glissant et nous sommes dans le cas du glissement total. L'endommagement dominant est alors l'usure.
- pour les amplitudes de débattement intermédiaires, nous observons l'alternance de cycles en glissement partiel et en glissement total, ce qui correspond au régime de glissement mixte. Il y a alors compétition entre les phénomènes de fissuration et d'usure.

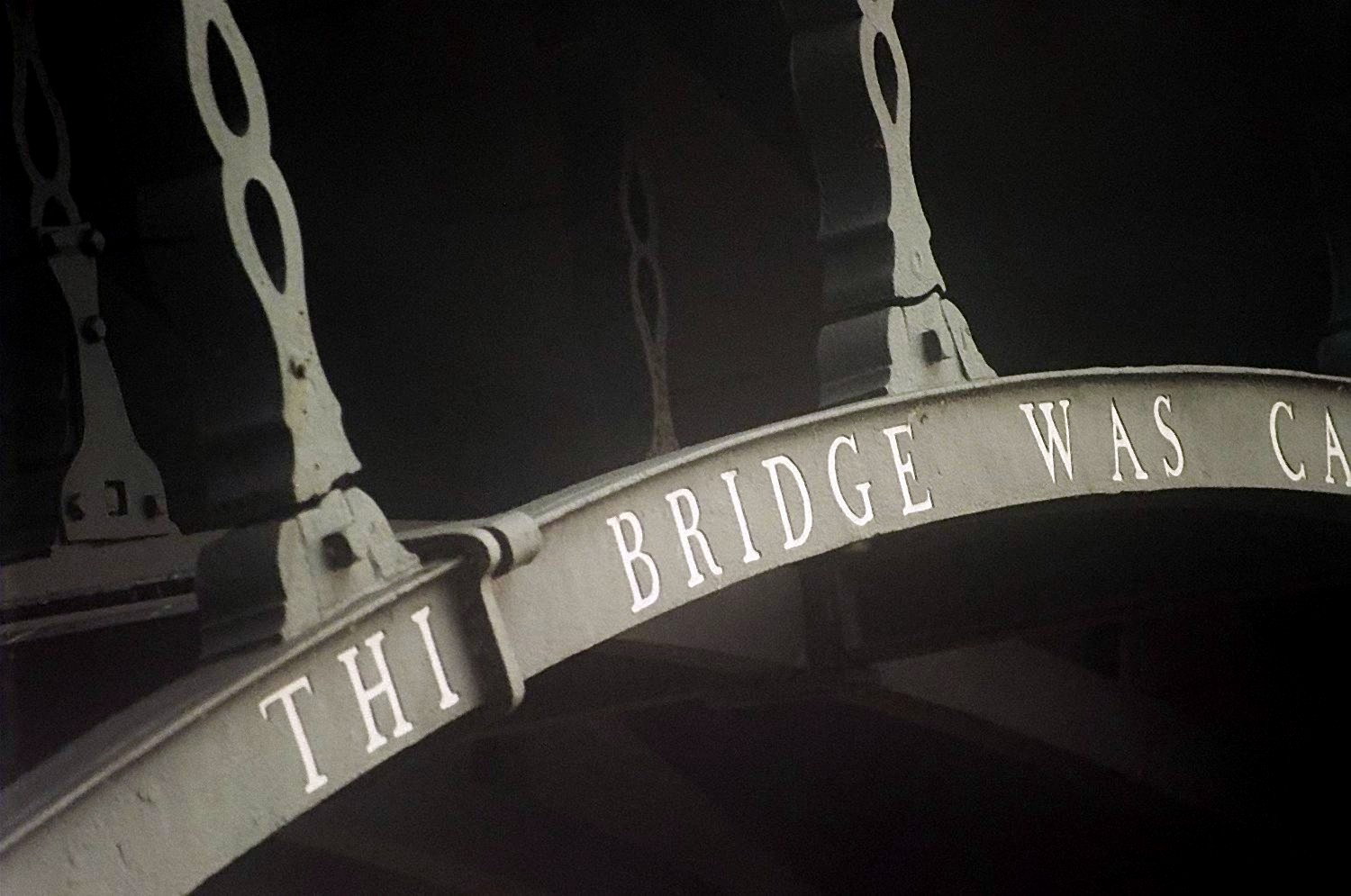
Des joints (ici de fonte en queue d'aronde sont aussi susceptibles - sous l'effet des vibrations - d'usure par fretting

Les études concernent surtout les métaux, mais les plastiques, matériaux composites, céramiques et autres matériaux nouveaux sont aussi concernés.
Les modélisations, de ce phénomène sont délicates, car elles doivent tenir compte de phénomènes physiques et électrochimiques complexes, faisant notamment intervenir :
- la physique du contact faisant intervenir des tensions liées à la pression, aux déplacements (force tangentielle dynamique plus ou moins importante, avec ou sans phénomènes vibratoires, de résonance, fatigue mulitaxiale, thermo-élasto-plasticité, etc.) ;
- la physique du glissement (totale ou partiel, continu ou discontinu…) ;
- la physique de la fissuration de surface affectées par des contraintes importantes, et très différenciées aux échelles microtopographiques ;
- la physique de la propagation des fissures ;

…complexifiés par des questions électrochimiques et de température, d'hygrométrie, de plus ou moins grande plasticité des matériaux, de vieillissement des matériaux, de dissipation plus ou moins possible de l'énergie (dont dissipation thermique, de phases de transition, de rugosité de surface ou d'échelles spatio-temporelles des contraintes qui peuvent varier.

## Enjeux techniques et de sécurité
Le fretting est un phénomène pouvant diminuer drastiquement la durée de vie de pièces mécaniques en fonctionnement. Cette sollicitation peut par exemple induire un abattement de 15 à 20 % sur la limite de fatigue des matériaux,. De nombreux secteurs industriels et applications dont concernés :
- la motorisation, dans les turbopropulseurs par exemple (contact aube/disque);
- les roulements à billes ;
- les câbles amenés à être en tension ou torsion et en mouvement (ponts suspendus, haubans, grues…)
- certaines technologies aéronautique ou spatiales (notamment au niveau des rivetages sur les ailes et fuselages d'avion, au niveau du contact entre aube et rotor ;
- le nucléaire (le fretting est un des facteurs de dégradation possible des crayons combustibles à l'intérieur du réacteur) ;
- la marine ;
- les turbines à vapeur, à gaz…
- le transport ferroviaire, par exemple au niveau des liaisons entre roues et axes de transmission sur les trains.;
- la mécanique industrielle ;
- les escalators ;
- les ascenseurs…
- les joints (y compris de type Queue d'aronde[11])
- la nanotribologie et certains nanomatériaux ou nanocomposants[12]

## Fretting en glissement partiel et glissement total
Un contact en fretting est donc soumis à un effort normal P et un effort tangentiel Q dont les amplitudes peuvent être reliées à chaque instant aux distributions de pression p et de cisaillement q dans l'interface :
{\displaystyle P=\int _{-a}^{a}p(x)dx} et {\displaystyle Q=\int _{-a}^{a}q(x)dx}
où a est la demi-longueur du contact et p (resp. q) est la distribution de pression (resp. distribution de force tangentielle) locale en un point de la zone de contact.

La pression p peut être déduite de la théorie de Hertz pour les configurations de contact simples et est généralement maximale au centre du contact.

### Fretting en glissement partiel
Dans le cas d'un contact soumis à une sollicitation de fretting en glissement partiel,  une partie de la zone en contact (milieu du contact en général) est en adhérence, tandis que la périphérie du contact est en glissement.

Dans ce cas, le cisaillement q est maximal à la frontière entre la zone glissante et la zone collée. Dans les zones glissantes, le rapport {\displaystyle q(x)/p(x)}est égal au coefficient de frottement {\displaystyle \mu } mais le rapport  {\displaystyle Q/P} lui ne l'est pas puisque le contact n'est pas glissant sur toute sa surface.
Le déplacement relatif (glissement) entre les deux surfaces est généralement faible (~ 20 {\displaystyle \mu }m). 
En régime partiel, la sollicitation peut être assimilée à de la fatigue multiaxiale présentant un fort gradient de contrainte,. Ceci implique donc l’amorçage de fissure au niveau du contact dans la zone glissante (généralement en bordure de contact). Si une sollicitation de fatigue volumique n'est pas superposée au fretting, nous observons alors le phénomène d'arrêt de fissuration une fois que la pointe de fissure quitte la zone sous l'influence du contact.

### Fretting en glissement total
Dans le cas du glissement total, tout le contact est glissant entraînant le phénomène d'usure et nous avons alors {\displaystyle Q=\mu P} et {\displaystyle q(x)=\mu p(x)} où µ est le coefficient de frottement. Ce phénomène est généralement modélisé à l'aide de lois dérivées de la théorie d'Archard (1957),

## Solutions
De nombreux travaux de recherche, dont en tribologie visent à mieux comprendre le phénomène pour le contrôler ou le gérer.